# پرچم استان نووسیبیرسک
پرچم استان نووسیبیرسک در ۱۰ ژوئیه ۱۹۰۳ پذیرفته شد.